# D-laktat dehidrogenaza (citohrom c-553)
D-laktat dehidrogenaza (citohrom c-553) (EC 1.1.2.5, D-laktatna dehidrogenaza (citohrom c-553)) je enzim sa sistematskim imenom (R)-laktat:citohrom-c-553 2-oksidoreduktaza. Ovaj enzim katalizuje sledeću hemijsku reakciju
()-laktat + 2 fericitohrom -553 {\displaystyle \rightleftharpoons } piruvat + 2 ferocitohrom c-553 + 2 H+
Ovaj enzim iz sulfat-redukujuće bakterije Desulfovibrio vulgaris može takođe da deluje na (R)-2-hidroksibutanoat.

## Literatura
- Nicholas C. Price; Lewis Stevens (1999). Fundamentals of Enzymology: The Cell and Molecular Biology of Catalytic Proteins (Third изд.). USA: Oxford University Press. ISBN 019850229X.
- Eric J. Toone (2006). Advances in Enzymology and Related Areas of Molecular Biology, Protein Evolution (Volume 75 изд.). Wiley-Interscience. ISBN 0471205036.
- Branden C; Tooze J. Introduction to Protein Structure. New York, NY: Garland Publishing. ISBN 0-8153-2305-0.
- Irwin H. Segel. Enzyme Kinetics: Behavior and Analysis of Rapid Equilibrium and Steady-State Enzyme Systems (Book 44 изд.). Wiley Classics Library. ISBN 0471303097.

## Spoljašnje veze
- D-lactate+dehydrogenase+(cytochrome+c-553) на 